# Saimi Järnefelt
Saimi Pia Järnefelt (Helsinki, 12 de junio de 1867-Järvenpää, 24 de octubre de 1944) fue una actriz y traductora literaria finlandesa. 
Saimi Järnefelt fue una de las nueve hijas de Carl Gustaf Swan y Emilia Malin.  Fue actriz en el teatro nacional finlandés y luego se casó con el pintor Eero Järnefelt. 

## Traducciones
- Johannes Jørgensen: Elämänvalhe ja elämäntotuus. Otava 1896
- Abraham Dreyfus: Rajuilma: huvinäytelmä yhdessä näytöksessä. Kuopio: U. W. Telen, 1899. (Título original: Une tempéte sous un crane)
- H. Rider Haggard: Tarina kolmesta leijonasta. Ilustraciones de Albert Gebhard. Otava, 1899. (título original: A Tale of Three Lions)
- Grant Allen: Valkoisen miehen jalka: historias de aventuras. Otava, 1899.
- Harriet Beecher Stowe: Pikku haltijoita. Porvoo: Werner Söderström, 1900. (título original: House and Home Papers)
- Charles Dickens: Kaksi kaupunkia: novela, y segunda parte. Porvoo: Söderström, 1903. 2.ª edición 1933
- George Eliot: Mylly joen rannalla. Traducido por Saimi Järnefelt y Helka Varho. WSOY, 1944. 9.ª edición 1973 (título original: The Mill on the Floss)

## Para más información
- Toppi, Marko (ed.): Eero ja Saimi Järnefeltin kirjeenvaihtoa ja päiväkirjamerkintöjä 1889–1914. Helsinki: Sociedad de Literatura Finlandesa, 2009. ISBN 978-952-222-113-1.
- Toppi, Marko (ed.): Vain tosi on pysyväistä. Eero ja Saimi Järnefeltin kirjeenvaihtoa ja päiväkirjamerkintöjä 1915–1944. Helsinki: Sociedad de Literatura Finlandesa, 2013. ISBN 978-952-222-399-9.
- Suutela, Hanna: Impyet – näyttelijättäret Suomalaisen Teatterin palveluksessa. Helsinki: Like, 2005. ISBN 952-471-421-3.